# Cercle de Joachim SC
Cercle de Joachim SC je fotbalový klub pocházející z Mauricia.

## Historie klubu
Jeho založení se datuje do roku 2004, kdy začal působit v mauricijských soutěžích. V roce 2010 se poprvé v klubové historii dostal do nejvyšší mauricijské ligy Premier League. O čtyři roky později ji taktéž vyhrál. Ligovou trofej získal i v následující sezoně a v roce 2016 vyhrál i mauricijský pohár. 
Nejvyšší soutěž ovládl opět v roce 2024.

## Trofeje
- 1. Mauricijská liga (2014, 2015, 2024, 2024/25)
- Mauricijský fotbalový pohár (2016)

## Slavní hráči
Wilson Mootoo, fotbalista SFC Opava

## Trenéři
- 2010–2011 - Sidney Cajetan
- 2011–2012 - Bruno Randrianarivoni[5]
- 2012–2013 - Daniel Ramsamy
- 2013–2014 - Joe Tshupula
- 2017-2018 - ?
- 2018-2019 - Marius Rappez
- 2019-2020 - Théodore Timboussaint
- ?-? - Joe Tshupula